# 帮爱乡
帮麦乡（藏語：སྦང་མེར་），是中华人民共和国西藏自治区那曲市安多县下辖的一个乡镇级行政单位。

## 行政区划
帮麦乡下辖以下地区：
果仓村、多卓如村、藏占村、曲日下马村和桑天曲卓村。